# 迪维希语
迪维希语（Dhivehi，發音：[d̪iʋehi]）属于印欧语系印度-伊朗语族的印度-雅利安语支，主要使用地区在马尔代夫，也是马尔代夫指定的官方语言，且有大约35万的使用者。同时，位于印度拉克沙群岛中央直辖区最南端的米尼科伊岛也有1万左右的母语使用者，但主要是迪维希语的一种方言“Mahl”。迪维希语的拉丁化名称“Divehi”是在英语中出现的，此单词根据迪维希语的“马累拉丁（Malé Latin）”方案的读音转写出来，这个词现已被确立为迪维希语名称的官方拼写方法，也是马尔代夫的常用拼法。而迪维希语的书面语则由“它拿字母（Thaana）”书写。
迪维希语有数种主要的方言：马累方言（Malé）、Huvadhu方言、Mulaku方言、Addu方言、 Haddhunmathee方言和Maliku方言。而迪维希语的标准语是马累方言，也就是将首都马累的语言作为标准语文。而Maliku方言主要使用区域在印度的米尼科伊岛，官方名称为“Mahl”。因此，许多人在提及印度米尼科伊岛的迪维希语时，都采用了上述的单词来指代该方言。
迪维希语脱胎于Maharashtri Prakrit语（中古印度的一种语言），其形态和语音也与马拉地语（印度语言）、孔卡尼语（印度语言）、僧伽罗语（斯里兰卡语言）较为相似，但互相并不能实现交流。在演化与发展的过程中，有许多语言都曾对迪维希语产生过或多或少的影响，而最主要的影响是来自阿拉伯语，其次来自法语、波斯语、葡萄牙语、印度斯坦语和英语。但影响往往是双向的，如英语单词“atoll”（中文：环礁），以及“dhoni”（中文：礁际帆船）就是取自迪维希语词汇atolu和dōni。

## 词源追溯
迪维希语的拉丁化名称“Divehi”是由两个部分构词的：Div和vehi，意思是“岛民”（islanders），后面可以接上Bas，意思是“语言”（language）。所以合起来的意思就是“岛民说的语言”（Islanders' language）。首个致力于研究迪维希语的语言学家叫做哈利·查理斯（Harry Charles Purvis Bell），他给迪维希语起了这样一个拉丁化名称。Divehi这个名字和马尔代夫这个国家的名字Maldives非常相似，是因为Maldives的后缀“-dives”和Divehi一词有着相同的词根，其在古印度-雅利安语支中的含义是“岛屿”。

## 语言历史
迪维希语拥有大约八百多年文献记载的历史。最早的书写样式是在12、13世纪的数张铜片（lōmāfānu）上发现的，亦在珊瑚石上发现了一些镌刻的碑文，其中最为古老的碑文据信是7世纪到8世纪出现的。
迪维希语以梵语为基础，独立发展，与他国语言交往甚少，但到了12世纪情况有所转变。在16世纪，迪维希语的书面语开始采用一种独特的符号系统“它拿字母”来书写，其方向和阿拉伯语一样，从右到左，也与阿拉伯语拥有一些共同的音调符号和元音字母发音。
迪维希语和僧伽罗语的历史语言学研究的奠基者是来自德国的威廉·盖格（Wilhelm Geiger，1856–1943，主要研究印欧语系印度-伊朗语族）。在对这两种语言进行比较研究中，他认为迪维希语脱胎于僧伽罗语的一种方言，换言之，就是僧伽罗语的子语言。他亦推断，约在公元10世纪之后，迪维希语是从僧伽罗语分离出来的，但是在马尔代夫诸岛和僧伽罗编年史中，都不曾发现这种说法。因此一种合理的解释是，这种语言内部的分离是由僧伽罗移民导致的。然而此结论的缺陷在于，他所收集的资料并不足以证明这两种语言的特殊关系。
但无论迪维希语从何而起，语言学家都一致认为迪维希语是印度-雅利安语支的一种语言，并且保留了部分古印度语言的形式。

## 地理分布
绝大多数的迪维希语使用者都居住在马尔代夫共和国境内，迪维希语也正是这个印度洋岛国的官方语言。另外，在印度的米尼科伊岛也有迪维希语方言的使用者，其中一些使用者也迁徙到了印度喀拉拉邦的锡鲁万纳塔普拉姆（印度南部城市）。

### 使用地位
迪维希语是马尔代夫共和国指定的官方语言，与此同时，也是印度拉克沙群岛（位于印度南部的阿拉伯海）的半官方语言。

## 口语与书面语
迪维希语有一些特点是英语使用者并不太熟悉的：口语和书面语的显著区别（此点可参照古汉语的口语与书面语）。事实上，每种拥有书写系统的语言都或多或少地会显现此种区别。但是，像迪维希语这样的亚洲语言，这两个方面通常有显著区别。马累方言和Maliku方言是迪维希语中用于书写的两个标准。
迪维希语的口语有27个辅音，而书面语中除了包含这些辅音外，还掺有一些阿拉伯语的发音。而在书面语方面，迪维希语每句话的末尾都会加上“ve”，这个语法是绝不会在口语中出现的，因此书面语的句法和结构往往有着严格要求，但在口语中对句子结构的要求却似乎不那么苛刻。
另外值得一提的是，有一点是书面语中很重要，但口语中不重要的规则：在迪维希语字母“alif”和“shaviyani”上方加注的阿拉伯文符号“sukun”（一个小圆圈）。“Sukun”这一符号画在哪个字母上，哪个字母的发音就会出现塞音。当然这个符号也会出现在单词里面，如果是这种情况，那么所在位置的字母发音就要进行重复；如果带有此字符的“alif”和“shaviyani”单词出现在句末，那么这里就要发“h”的音；如果出现在“thaa”上，那么发音就变为“iy”。

## 语音体系
迪维希语的语音体系和南印度的一些语言较为类似。如许多现代印度-雅利安语言一样，迪维希语的音标表存在许多不同发音的对照：长元音和短元音、齿音和卷舌音、单个辅音和叠音。
|        | 前元音 | 前元音 | 央元音 | 央元音 | 后元音 | 后元音 |
| 短     | 长     | 短     | 长     | 短     | 长     |        |
| ------ | ------ | ------ | ------ | ------ | ------ | ------ |
| 闭元音 | /i/ ި   | /iː/ ީ  |        |        | /u/ ު   | /uː/ ޫ  |
| 中元音 | /e/ ެ   | /eː/ ޭ  |        |        | /o/ ޮ   | /oː/ ޯ  |
| 开元音 |        |        | /a/ ަ   | /aː/ ާ  |        |        |

|             | 纯音 | 纯音 | 齿音/ 齿龈音 | 齿音/ 齿龈音 | 捲舌音 | 捲舌音 | 硬颚音 | 硬颚音 | 软颚音 | 软颚音 | 声门音 | 声门音 |
| ----------- | ---- | ---- | ------------ | ------------ | ------ | ------ | ------ | ------ | ------ | ------ | ------ | ------ |
| 鼻音        |      | m    |              | n̪            |        | ɳ      |        | ɲ      |        | ŋ      |        |        |
| 塞音        | p    | b ᵐb | t̪            | d̪ ⁿd̪         | ʈ      | ɖ ᶯɖ   | c      | ɟ      | k      | ɡ ᵑɡ   |        |        |
| 擦音        | f    |      | s̪            | z            | ʂ      |        | ɕ      |        |        |        | h      |        |
| 近音 (边音) |      | ʋ    |              |              |        |        |        | j      |        |        |        |        |
| 近音 (边音) |      |      |              | l̪            |        | ɭ      |        |        |        |        |        |        |
| 颤音        |      |      |              | r            |        |        |        |        |        |        |        |        |

## 语法

### 字母
| 旧字母表 | ޗ | ޖ | ޕ | ޔ | ޏ | ޓ | ޒ | ޝ | ޑ | ސ | ޱ | ގ | ލ | ތ | ދ | ފ | މ | ވ | އ | ކ | ޅ | ބ | ރ | ނ | ށ | ހ |
| 新字母表 | ޗ | ޖ | ޕ | ޔ | ޓ | ޒ | ޑ | ސ | ޏ | ގ | ލ | ތ | ދ | ފ | މ | ވ | އ | ކ | ޅ | ބ | ރ | ނ | ށ | ހ |   |   |

从上述列表不难看出，原先的字母“ޱ”被后来的“ޏ”取代。而通常认为，字母“ޝ”是马尔代夫第一任总统穆罕默德（Mohamed Amin Didi 1910-1954）从“他拿字母之thikijehi序列”中引入的。

### 单词形态

#### 名词
迪维希语的名词常用于下定义，表示数量与格的变化。其中，“下定义”可以指明确、不明确和泛指；“数”分为单数和复数；“格”可以指：主格、与格、离格、属格、方位格和工具格。

### 借词
迪维希语使用者在日常交际中，会广泛地运用借词。其他语种借词的运用程度是大还是小，主要取决于使用者本身，看使用者与某种其他语言的接触与熟悉程度。因而，接受过英语教育的人可能更多使用英语词汇，而较少，甚至从未接触英语的人就很少使用这些英语词汇。而随着迪维希语的发展，有越来越多的外来语和借词被引进到了词汇当中，从而渐渐变得无可取代。

## 句式示例
用迪维希语书面语书写的《世界人权宣言》第一条：
- މާއްދާ 1 – ހުރިހާ އިންސާނުން ވެސް އުފަންވަނީ، ދަރަޖަ އާއި ޙައްޤު ތަކުގައި މިނިވަންކަމާއި ހަމަހަމަކަން ލިބިގެންވާ ބައެއްގެ ގޮތުގައެވެ. އެމީހުންނަށް ހެޔޮ ވިސްނުމާއި ހެޔޮ ބުއްދީގެ ބާރު ލިބިގެން ވެއެވެ. އަދި އެމީހުން އެކަކު އަނެކަކާ މެދު މުޢާމަލާތް ކުރަންވާނީ އުޚުއްވަތްތެރި ކަމުގެ ރޫޙެއް ގައެވެ.

- 英文翻译：

Article 1 – All human beings are born free and equal in ranking and rights. They are endowed with reason and conscience and should act towards one another in a spirit of brotherhood.
- 中文翻译：

人人生而自由，在尊严和权利上一律平等。他们赋有理性和良心，并应以兄弟关系的精神相对待。